# 宁强站
宁强站是位于中华人民共和国陕西省汉中市宁强县大安镇的一个铁路车站，建于1977年，有阳安铁路经过该站，现办理客货运业务，车站及其上下行区间均为电气化区段。车站距离阳平关站40公里，隶属西安局集团管辖，是四等站。
2023年2月10日至3月10日期间，本站接受改造，抬高站台以便开通客运业务。
2023年4月18日，本站正式开通客运业务。